# Chicago
Chicago (v češtině vyslovováno [šikágo] nebo [čikágo], anglicky  [ʃɪˈkɑːɡoʊ]IPA) je město ve Spojených státech amerických. Nachází se ve státě Illinois při pobřeží Michiganského jezera. S počtem obyvatel 2,6 milionu je třetím nejlidnatějším městem v USA (po New Yorku a Los Angeles); metropolitní oblast Chicaga má takřka 10 milionů obyvatel.
Město má přezdívku Windy City (Větrné město). V porovnání s New Yorkem nebo Los Angeles je Chicago mnohem čistší a zelenější. Díky velkému množství parků se městu přezdívá City in a Garden (Město v zahradě), což je i městské motto.
Nejvyššími budovami jsou Willis Tower (443 m, 2. nejvyšší budova USA a 21. nejvyšší na světě), Trump Tower (423 m), Aon Center (347 m) a 875 North Michigan Avenue (344 m).
Na počátku 20. století žilo v Chicagu přes sto tisíc českých imigrantů, což z něj tehdy, po Praze a Vídni, de facto činilo třetí největší město s českou populací na světě.

## Historie

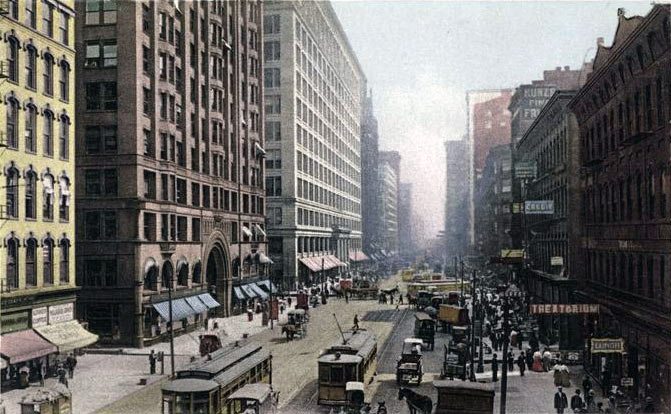
Chicago v roce 1907

V roce 1673 si dva francouzští cestovatelé Louis Jolliet a Jacques Marquette zřídili dočasnou základnu na močálovitém břehu Michiganského jezera. Místo bylo velmi nehostinné, ale i přesto tudy procházeli obchodníci a lovci kožešin. Roku 1770 si v bažině postavil srub Haiťan Jean-Baptiste Point du Sable a založil stálou obchodní stanici. Stanice měla obrovský význam, protože se hranice Spojených států posunovala směrem na západ a farmáři, kteří se usazovali na původně indiánském území, potřebovali své produkty dostat na východ. V roce 1803 zde americká armáda postavila pevnost Fort Dearborn. Později, 4. března 1837, bylo Chicago oficiálně založeno. Díky strategické poloze a rozšiřující se železnici se v polovině 19. století stalo z Chicaga průmyslové a obchodní centrum tehdejšího Středozápadu. Na počátku 20. století zde žila velká menšina českých přistěhovalců – v počtu asi 100 000 (dle odhadu Jaroslava Egona Salaby-Vojana z roku 1911 však ve skutečnosti až 152 960) – což tehdy z Chicaga dělalo město s třetí největší českou populací na světě (po Praze a Vídni). Jeden z nich, Antonín Čermák, byl v letech 1931–1933 starostou města. Jiný imigrant, Srb Rod Blagojevich, dosáhl dokonce postu guvernéra Illinois. Na nábřeží Michiganského jezera byl 5. května 1918 slavnostně uvítán více než 200 000 příznivci při svém příjezdu do Ameriky, na jeho cestě „kolem světa“, profesor Tomáš Garrigue Masaryk.

## Průmysl a ekonomika
Chicago vyrostlo díky své strategické poloze. Veškeré zemědělské produkty ze Středozápadu a Velkých prérií se dovážejí právě do Chicaga na zpracování. Jsou zde velké mlýny a jatka. Kromě potravinářského průmyslu se v Chicagu daří hlavně výrobnímu průmyslu (tzn. průmysl strojírenský, hutnický, chemický a výroba spotřební elektroniky) a dále Hi-Tech průmyslu a průmyslu informačních technologií. Za posledních 5 let v Chicagu vzniklo nebo se sem přesunulo velké množství průmyslových firem a výroben (např. Společnost Boeing ze Seattlu). Chicago je i námořním přístavem, protože velké lodě sem mohou připlout vodní cestou svatého Vavřince až z Atlantiku, navíc je Chicago spojené i s Mississippi několika průplavy; tudy se lodě dostanou do New Orleans a do Mexického zálivu. Různými směry vede z Chicaga 27 železničních tratí, kterými vlaky dovážejí a vyvážejí uhlí, železnou rudu, ocel a chemické a potravinářské výrobky.

## Demografie

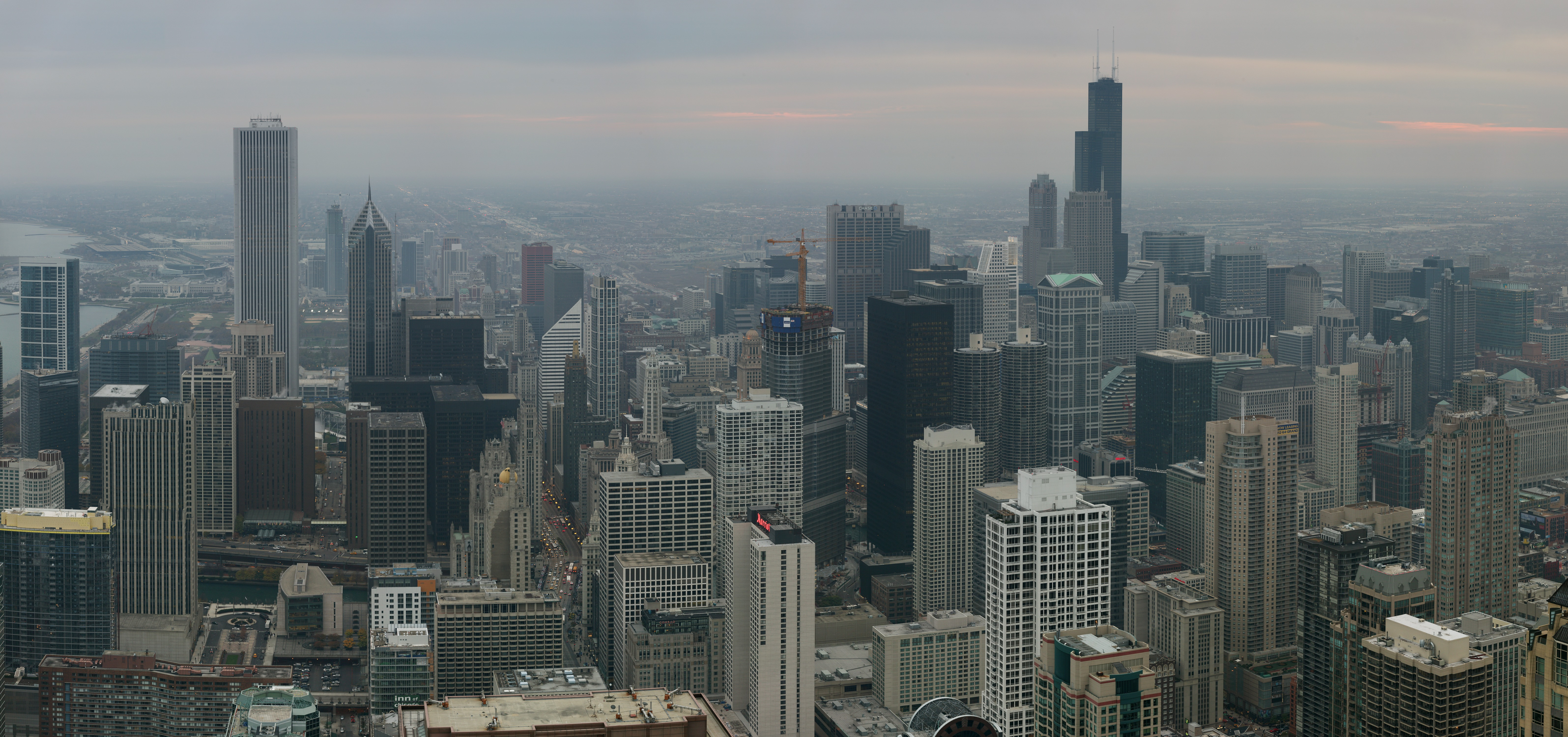
Pohled z 875 North Michigan Avenue na centru města – downtown (směrem na jih)

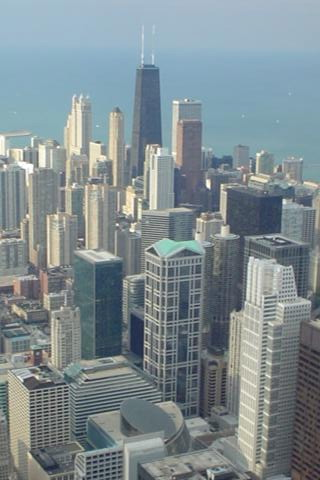
Pohled ze Sears Tower na severní část downtownu

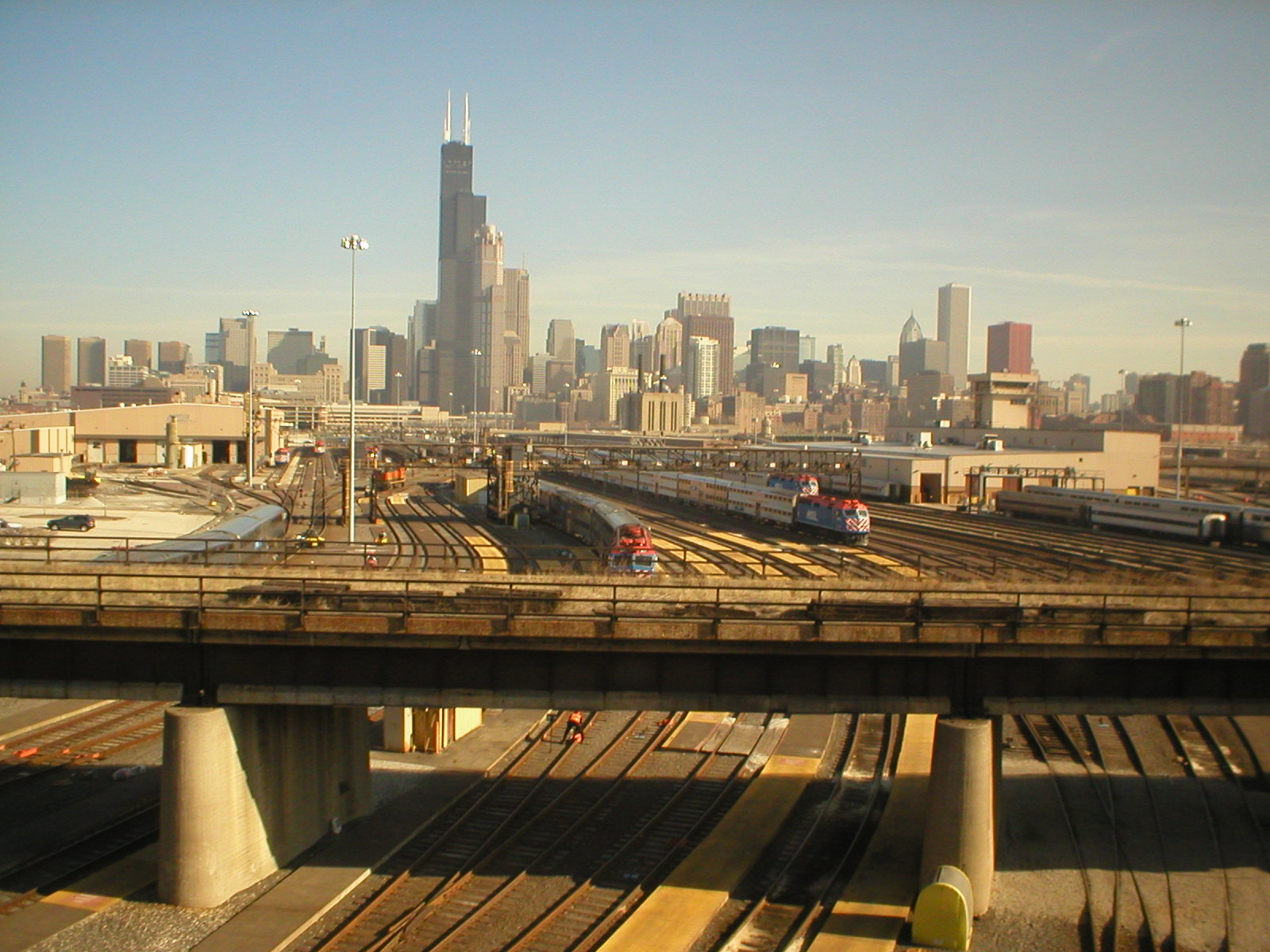
Pohled na Chicago z jihu

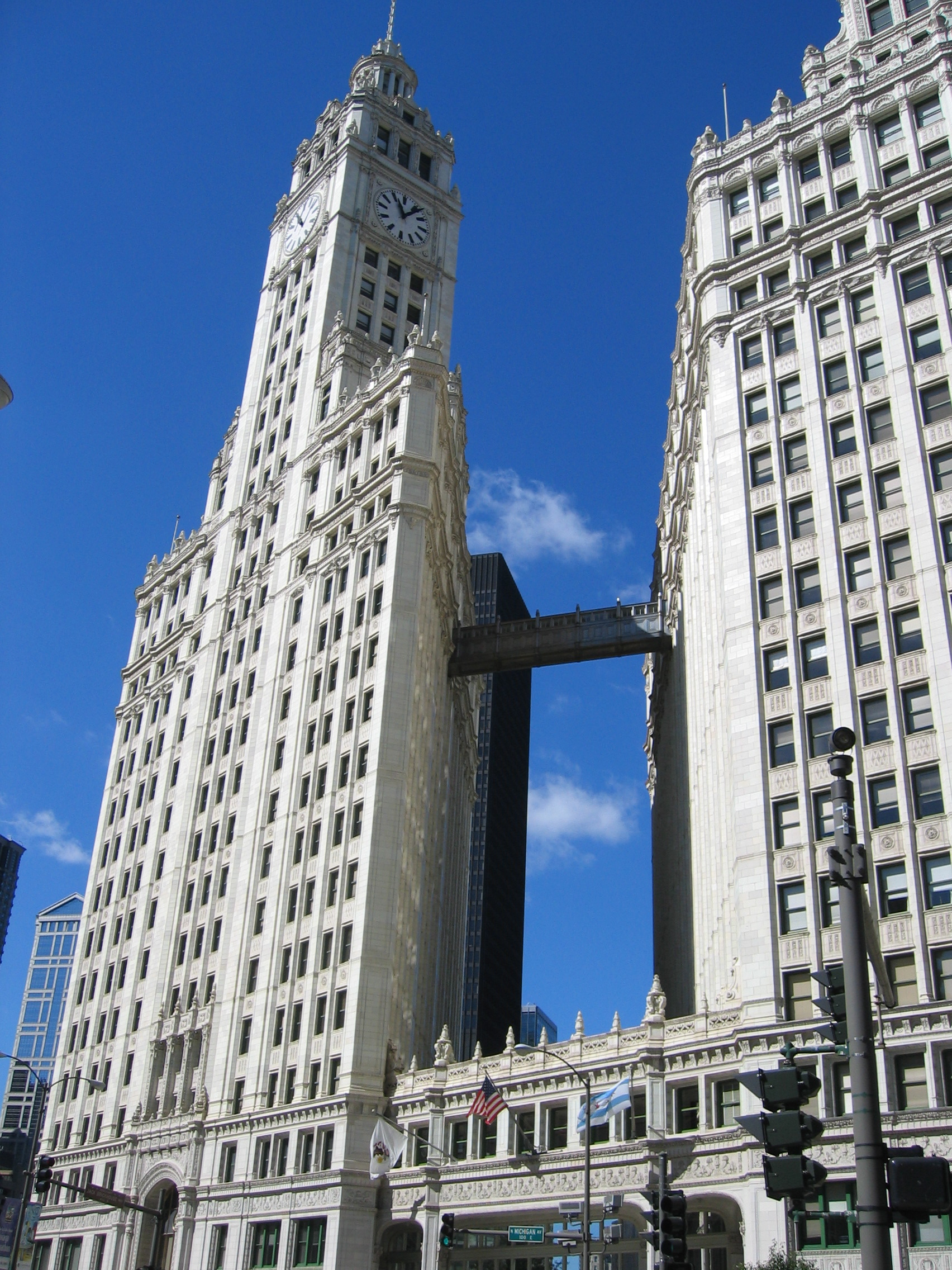
Wrigley Building

Lidé žijící v Chicagu jsou nazýváni Chicagoans.
Podle sčítání lidu z roku 2010 zde žilo 2 695 598 obyvatel.
Podle sčítání z roku 2000 zde žilo 2 896 016 lidí, 1 061 928 domácností a 632 909 rodin žijících přímo v Chicagu. Tento počet tvoří asi jednu pětinu populace státu Illinois a 1 % populace Spojených států. Hustota osídlení byla 4 923 obyvatel na km².
Nejvíce obyvatel mělo Chicago v roce 1950 kdy mělo přes 3,6 milionu obyvatel. Od roku 1960 lidí ubývalo, až v posledních letech město zaznamenalo značný přírůstek. Chicago je tavicím kotlem velkého množství kultur a národností. Žije zde i velká menšina Čechů, Slováků a Poláků. Hlavní etnické skupiny jsou Irové, Němci, Italové, Poláci, Číňané a Mexičané. Chicago má velkou populaci Irských Američanů na jihu a jihozápadě města, i když se množství přestěhovalo na předměstí v polovině 20. století. Spoustu městských politiků vzešlo právě z této velké irské populace, včetně bývalého starosty Richarda M. Daleyho. V Chicagu žije největší polská populace mimo Varšavu, hlavní město Polska. Chicago se zároveň považuje za druhé největší srbské a lotyšské město na světě a zároveň jako třetí největší řecké město na světě. Město má i velkou arabskou (185 tisíc) a rumunskou (přes 100 tisíc) populaci. V Chicagu žije druhá největší populace mexických Američanů v USA, největší je v Los Angeles. Metropolitní oblast Chicaga je důležité centrum pro Indo-Američany a pro Jiho-Asiaty. Chicago má třetí největší jiho-asijskou populaci v USA, po New Yorku a San Franciscu.
21,7 % obyvatel se narodilo mimo USA (12,2 % v Latinské Americe; 5,0 % v Evropě a 3,9 % v Asii).

### Rasové složení
- 35,9 % bílí Američané
- 29,2 % Afroameričané
- 1,3 % američtí indiáni
- 7,0 % asijští Američané
- 15,8 % jiná rasa
- 10,8 % dvě nebo více ras

Obyvatelé hispánského nebo latinskoamerického původu, bez ohledu na rasu, tvořili 29,8 % populace.
| Rasové složení            | 2020   | 2010   | 1990   | 1970   | 1940   |
| ------------------------- | ------ | ------ | ------ | ------ | ------ |
| Běloši                    | –      | 45,0 % | 45,4 % | 65,6 % | 91,7 % |
| —Nehispánští běloši       | 31,4 % | 31,7 % | 37,9 % | 59,0 % | 91,2 % |
| Černoši                   | 28,7 % | 32,9 % | 39,1 % | 32,7 % | 8,2 %  |
| Hispánci (jakékoliv rasy) | 29,8 % | 28,9 % | 19,6 % | 7,4 %  | 0,5 %  |
| Asiaté                    | 6,9 %  | 5,5 %  | 3,7 %  | 0,9 %  | 0,1 %  |

### Kriminalita
Kriminalita je v Chicagu poměrně vysoká, avšak rok od roku se snižuje. Počet vražd v roce 2006 byl poloviční oproti roku 1990. Mezi největší problémy Chicaga patří přítomnost chudinských čtvrtí blízko centra města (Downtownu). Proto se v těchto čtvrtích strhávají staré budovy a staví se nové, určené pro střední třídu. Díky tomu se situace zlepšila zejména severozápadně od Downtownu, kde ještě před dvěma lety válčily drogové gangy. Nyní zde stojí nové rodinné domy a kriminalita se výrazně snížila. Většina chudých lidí odešla na jih Chicaga, kde je situace tradičně špatná.
Počet vražd v Chicagu v jednotlivých letech:
- 1991: 927
- 1992: 943
- 1993: 855
- 1994: 931
- 1995: 828
- 1996: 796
- 1997: 761
- 1998: 704
- 1999: 643
- 2000: 633
- 2001: 667
- 2002: 656
- 2003: 601
- 2004: 453
- 2005: 451
- 2006: 471
- 2007: 448
- 2008: 513
- 2009: 459
- 2010: 436
- 2011: 435
- 2012: 532
- 2013: 415
- 2014: 416
- 2015: 468
- 2016: 771
- 2017: 653
- 2018: 561

## Politika
Novým starostou Chicaga je od 16. května 2011 Rahm Israel Emanuel, přičemž jeho předchůdce, Richard Michael Daley, zastával tento post od roku 1989, tedy celých 22 let. Oba jsou členy Demokratické strany. Daley je synem bývalého starosty Richarda J. Daleyho, jeho mladší bratr William Daley byl ve vládě prezidenta Billa Clintona ministrem obchodu. Rodina Daleyových je irského původu a patří mezi nejvlivnější politické klany v Americe. Podobně jako Kennedyové se i Daleyové v politice angažují za Demokratickou stranu.
Chicago si za starosty tradičně volí demokraty, ti ovládají město nepřetržitě již více než osmdesát let. Samotný bývalý starosta Daley patří mezi liberální politiky, podporující práva žen na potrat a práva homosexuálů. Daley ovšem tvrdě postupuje proti kriminalitě a výrazně se angažuje v ekologické politice. V prestižní anketě časopisů Time a USA Today byl Daley zvolen nejlepším starostou Chicaga vůbec a jedním z pěti nejlepších starostů v celých Spojených státech.
Ve volbách v roce 2003 se Daley utkal se dvěma nezávislými soupeři a jedním republikánem. V kampani, která proběhla v období výrazného snížení kriminality a prvního populačního přírůstku v Chicagu od roku 1950, byl Daley ve výhodné pozici a komentátoři jej prohlašovali za jistého vítěze. Ve volbách pak Richard Daley získal mimořádných 78 procent všech hlasů, které byly odevzdány.

## Školství
Chicago je jedno z největších center vyššího vzdělání na světě. Nachází se zde přes 600 veřejných škol, včetně nejlepších univerzit ve Spojených státech; např. Chicagské univerzity, Severozápadní univerzity, DePaul University nebo Loyola University.

## Městské části a čtvrtě

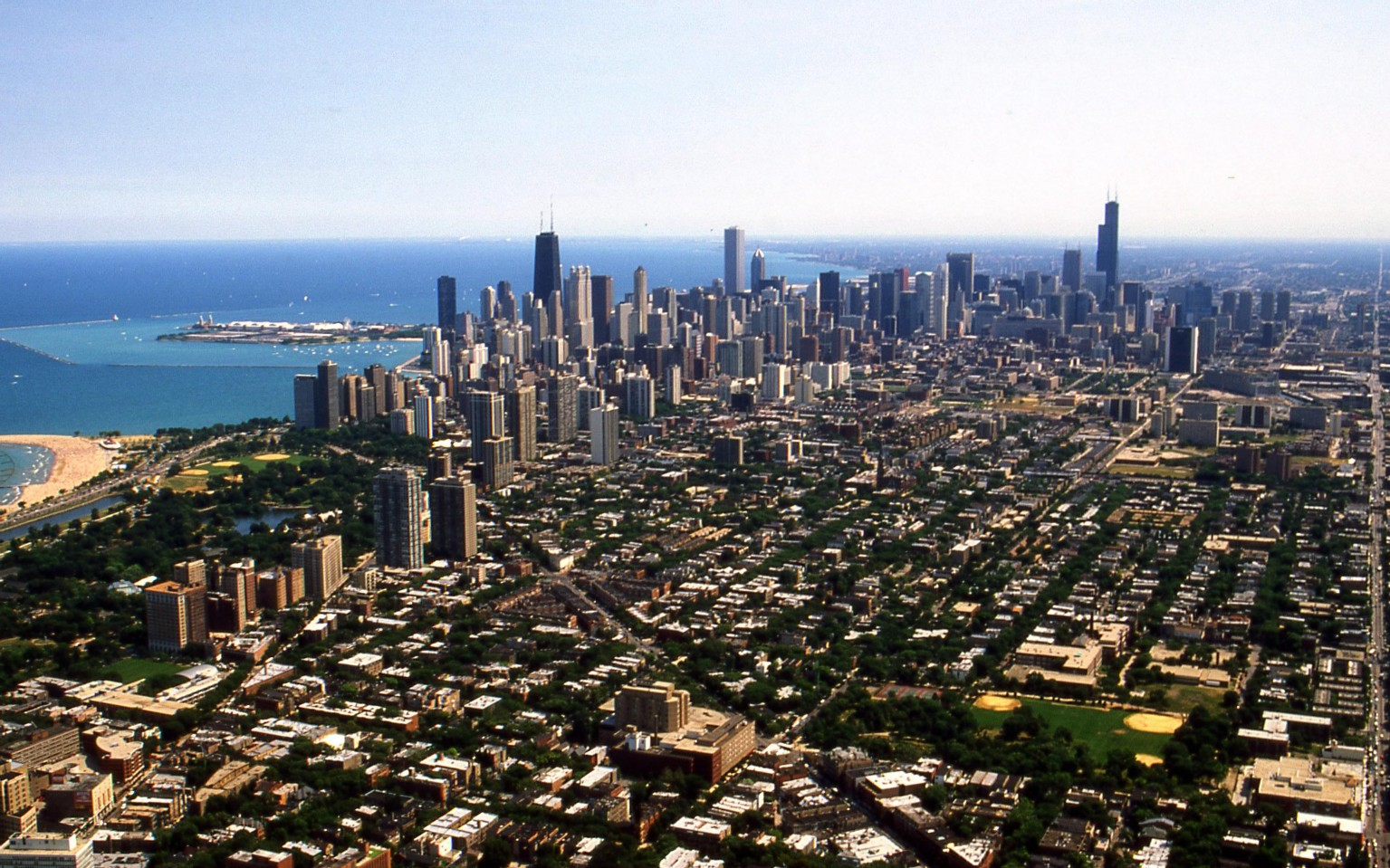
Panorama Chicaga ze severozápadu

Chicago se dělí na 4 hlavní regiony: North Side, South Side, Southwest Side a West Side. Centrum města (Downtown) leží mezi North Side a South Side. Obsahuje městské části Loop, Near North Side a Near South Side. Většina mrakodrapů se nachází ve čtvrti The Loop.

### The Loop
Komerční a kulturní centrum města a downtownu; nachází se zde nejvyšší budovy Chicaga. Loop leží mezi Near North Side a Near South Side. Vedou sem všechny linky nadzemní dráhy, které se zde sbíhají v jednom velikém nadzemním okruhu (od toho pochází název Loop).

### North Side
North Side je nejbohatší částí Chicaga. Nachází se severně od řeky Chicago a zčásti (Near North) zasahuje i do downtownu. Etnicky je to hlavní „tavicí kotel“ v Chicagu. Žije tu mnoho německých, švédských a polských imigrantů, díky čemuž se zde nachází různorodé oblasti. Oblast kolem Devon Avenue je domovem imigrantů z Blízkého Východu a z Jižní Asie. Charakterizuje to množství typických restaurací a obchodů.
Nejvíce populární oblasti jsou Lincoln Park a Lakeview. River North, oblast severně od řeky Chicago a od centra města, podstoupila rapidní přeměnu z bývalého, spíše opuštěného a skladištního okrsku, na komerční, obytnou a zábavní zónu, zastavěnou množstvím moderních mrakodrapů.

### South Side

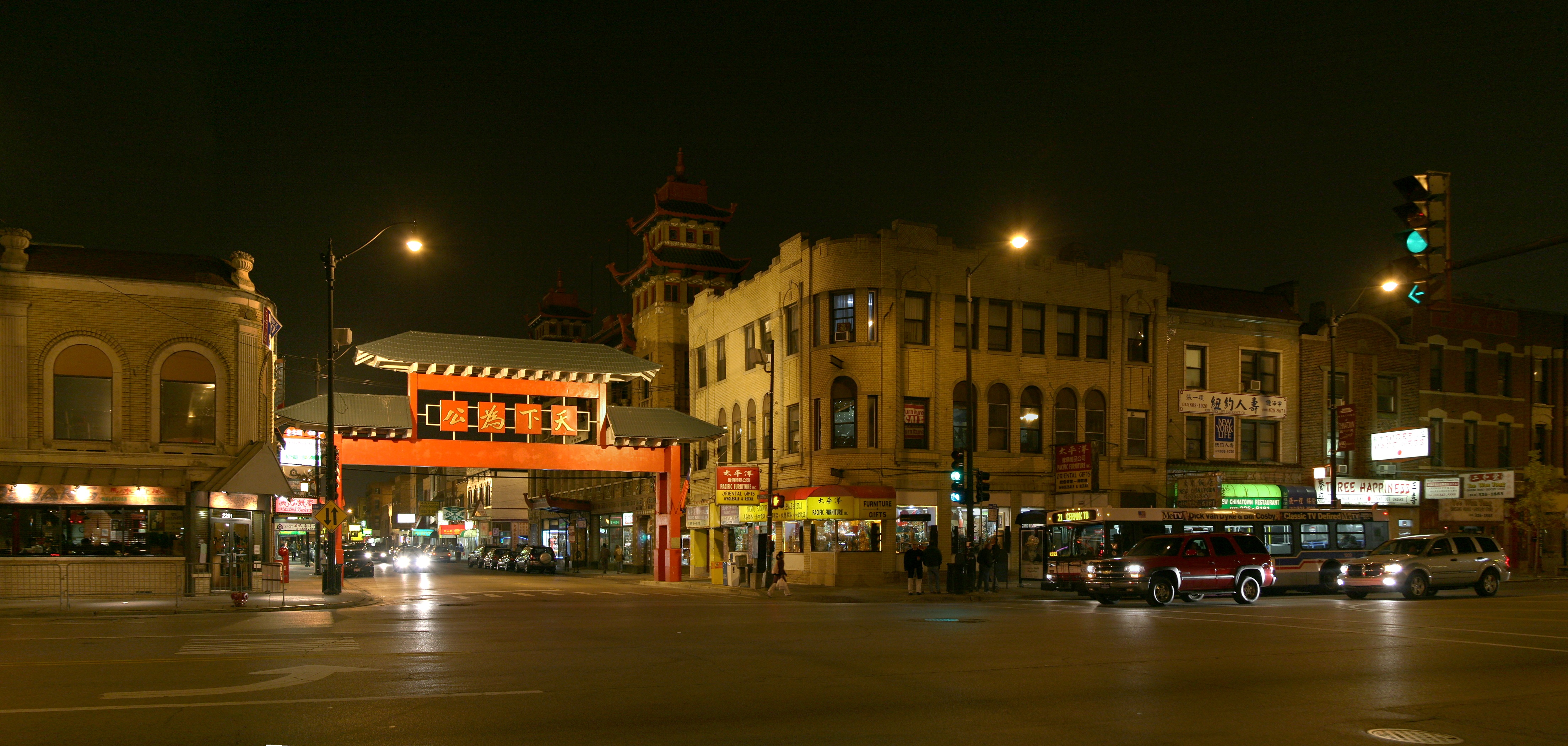
Chinatown

V letech 1860–1940 byla South Side domovem mnoha evropských etnik, hlavně Irů. Po roce 1945 se většina Evropanů přestěhovala na předměstí. Na jejich místo přišli Afroameričané z jihu a Portoričané. Nedávno přišlo i velké množství Hispánců, hlavně Mexičanů. Velké průmyslové komplexy a továrny byly většinou zavřeny, včetně známých jatek, které v roce 1920 zaměstnávaly přes 50 tisíc lidí.
Mnoho oblastí je však obydleno i střední třídou a tyto oblasti prosperují. Například z Chinatownu se stalo místo východoasijské kultury. Vyrostlo zde množství obchodů a restaurací. Hyde Park je domovem prestižní University of Chicago. V částech jako Woodlawn, Bronzeville, Bridgeport a McKinley Park lze vidět zlepšení situace. Pokračuje demolice starých polorozpadlých budov, které jsou nahrazovány novými. Tím pádem zde vzniká lepší prostředí předměstského typu. V South Side se nachází i jedna z nejstarších částí Chicaga, Pullman.

### Southwest Side
Na jihozápadě Chicaga se nachází převážně obytné oblasti. Žije zde spousta irských Američanů (směrem na východ však přibývá černošského obyvatelstva). V oblasti probíhá velká slavnost na Den Sv. Patrika. V jihozápadní části se nachází letiště Midway International Airport.

### West Side
Této oblasti se velmi dařilo kolem roku 1990. V oblasti se nachází tři velké parky: Douglas Park, Garfield Park a Humboldt Park. Západ Chicaga je zároveň domovem velké části hispánského obyvatelstva ve městě. V regionu West Side se nachází i čtvrť založená českými imigranty – Pilsen (v překladu Plzeň).

## Doprava

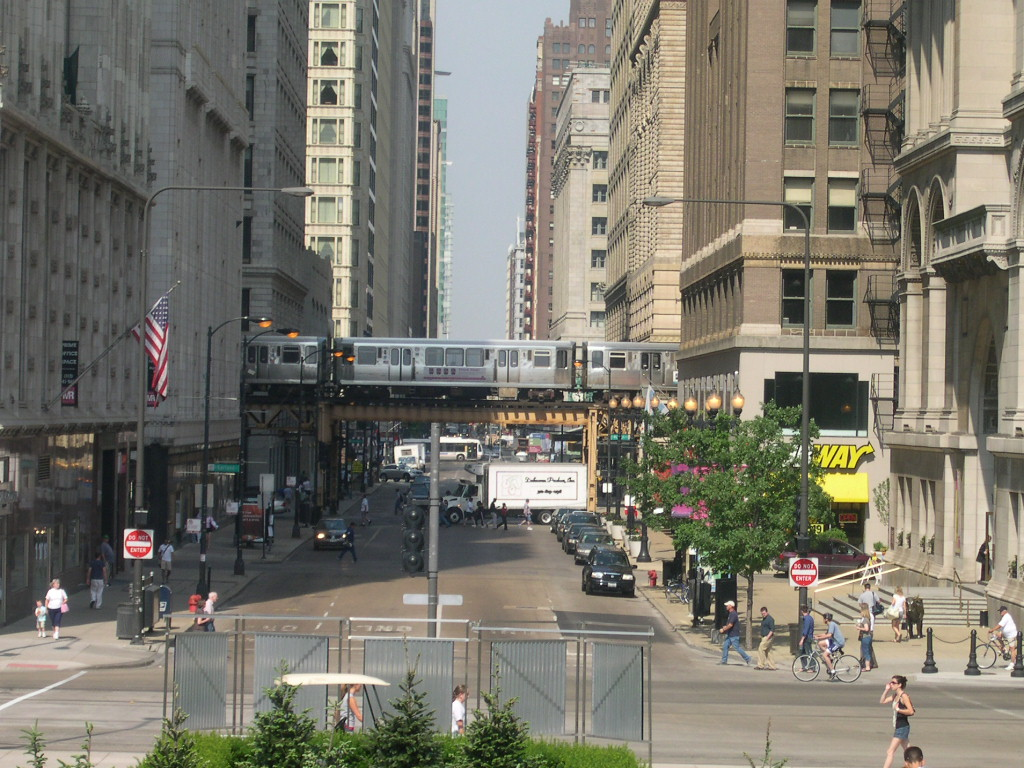
Nadzemka ve finančním centru města (The Loop)

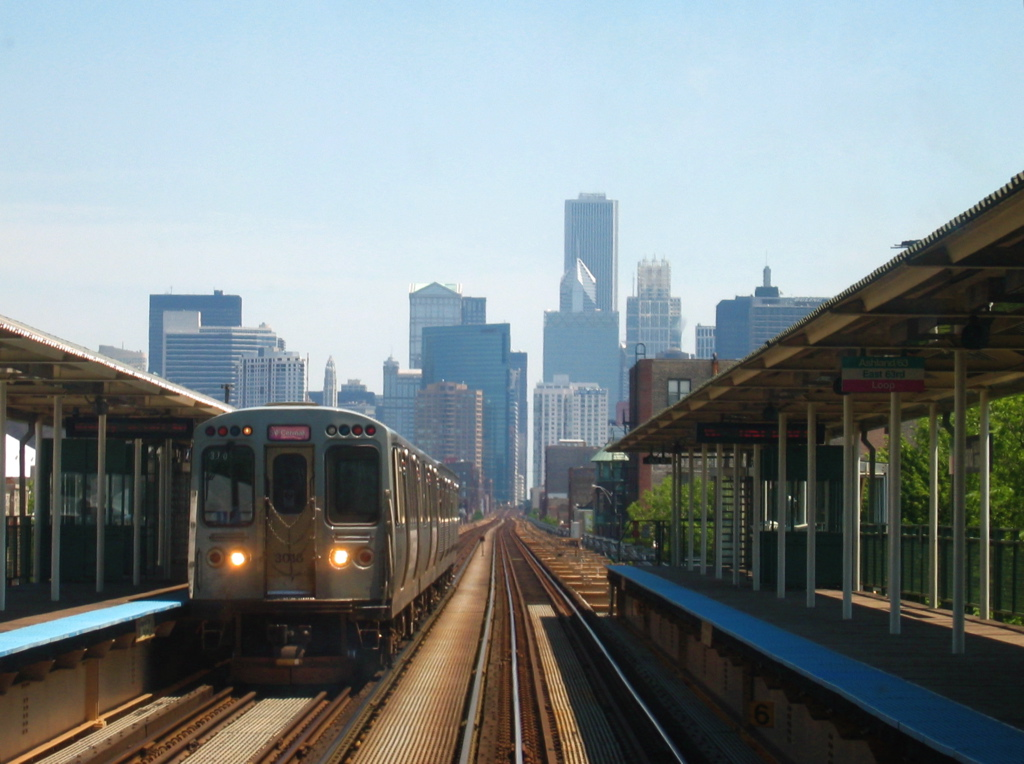
Nadzemní dráha

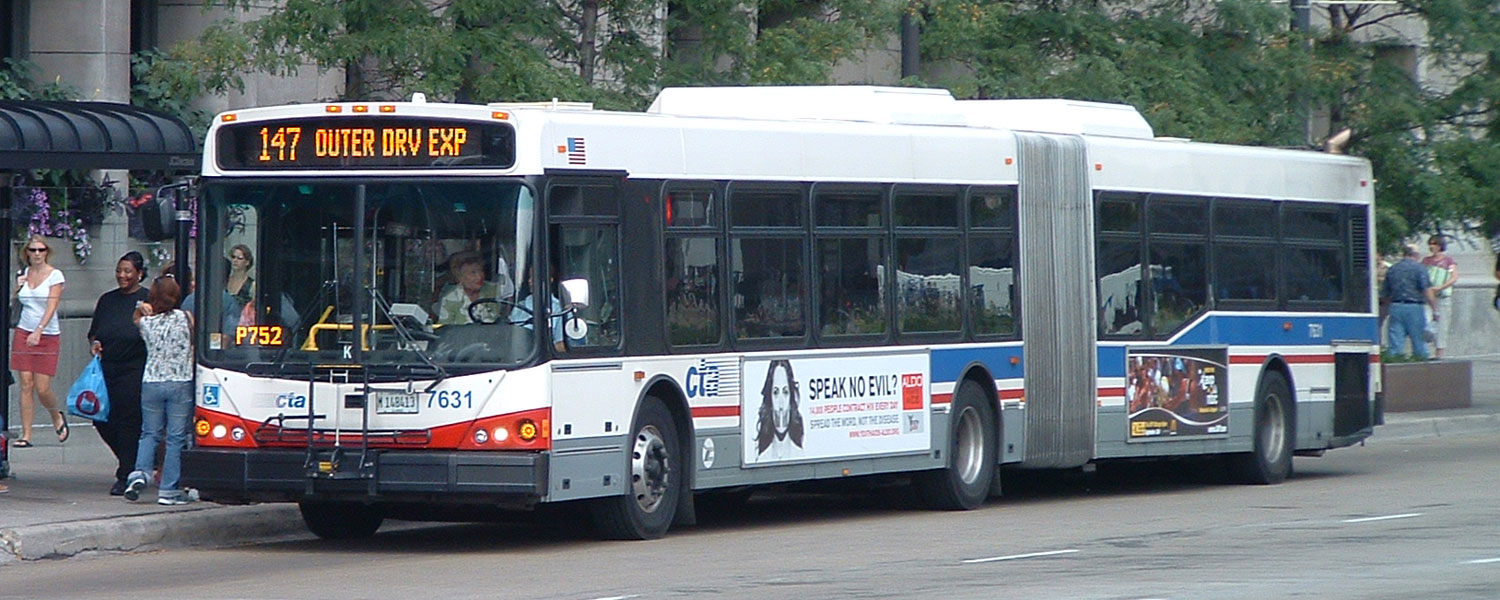
Kloubový městský autobus

### Železnice
Chicago je důležitým dopravním uzlem ve Spojených státech. Je to jediné město v Severní Americe, kterým prochází všech šest železničních drah I. třídy.
Z nádraží Chicago Union Station vyjíždí dálkové spoje do New Yorku, Seattlu, New Orleansu, Los Angeles a do Washingtonu D.C. Zároveň kratší spoje po celém Illinois a směrem k městu Milwaukee ve Wisconsinu. Železniční dopravu většinou obstarává společnost Amtrak.
Podzemní nádraží Millennium Station v centru má na starost hlavně příměstské spoje, např. South Shore Line, což je železnice vedoucí ze South Bendu v Indianě, přes Michigan City a Gary až do Chicaga.
Příměstské vlaky obstarávají hlavně společnosti Metra a NICTD (South Shore Line).

### Silnice
Co se týče silniční dopravy, Chicagem vede spousta několikaproudových silnic a bulvárů, díky jejich šířce vznikají v centru města dopravní zácpy jen málokdy. Hlavní tepnou je Michigan Avenue, která začíná severně od centra u Lincoln Parku, vede na jih kolem mrakodrapu 875 North Michigan Avenue, dále přes řeku Chicago, a kolem parků Millenium a Grant vede dále na jih.
Další důležitá tepna, tentokrát dálnice, je Lake Shore Drive, která vede podél Michiganského jezera.
Chicago protíná 7 mezistátních dálnic. Většinou nesou jména známých politiků (jako například dálnice I-90 The Kennedy Expressway).

### Veřejná doprava
Veřejnou dopravu v Chicagu a v přilehlých předměstích zajišťuje Chicago Transit Authority (CTA). Ve městě je rozlehlá síť autobusů a systém podzemní/nadzemní dráhy, zvaný „El“ (z anglického elevated – nadzemní). Jedná se v podstatě o soupravu metra, která chvíli jede pod zemí (pak se tomu říká metro – subway) a chvíli nad zemí (to je pak „nadzemka“). Podzemní je však chicagské metro pouze ze 13 %, zbytek je nadzemní. V letech 1858–1958 mělo město tramvajovou síť (na svém vrcholu roku 1947 byla 3. nejdelší v historii) a od 17. dubna 1930 do 25. května 1973 trolejbusový systém.

### Letiště
Chicago má i skvělé letecké spojení, v okolí se nachází 11 vzdušných přístavů – letiště O'Hare je třetí největší na světě (po Atlantě a Pekingu).

## Kultura
V Chicagu vznikla kapela Smashing Pumpkins a muzikálové uskupení Team StarKid.

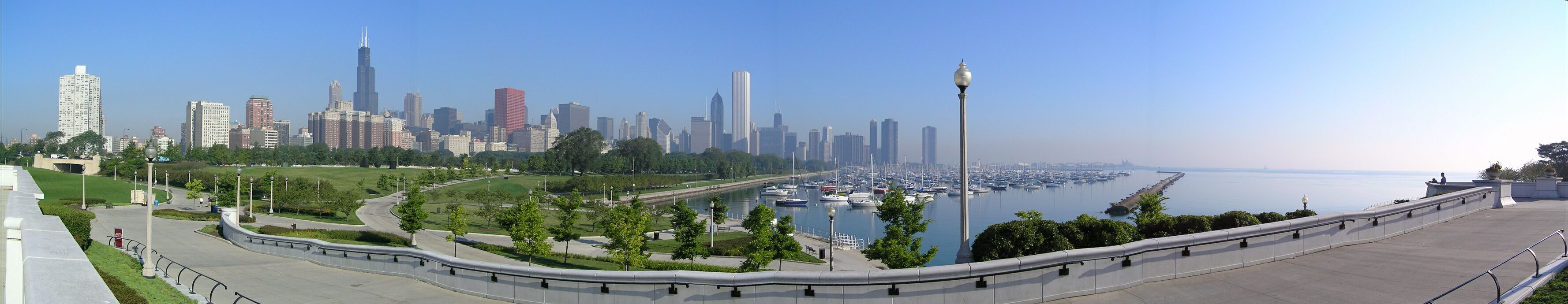
Panorama

## Sport
- Basketbal (NBA) – Chicago Bulls
- Americký fotbal (NFL) – Chicago Bears
- Lední hokej (NHL) – Chicago Blackhawks
- Baseball (MLB)
  - Národní liga – Chicago Cubs
  - Americká liga – Chicago White Sox

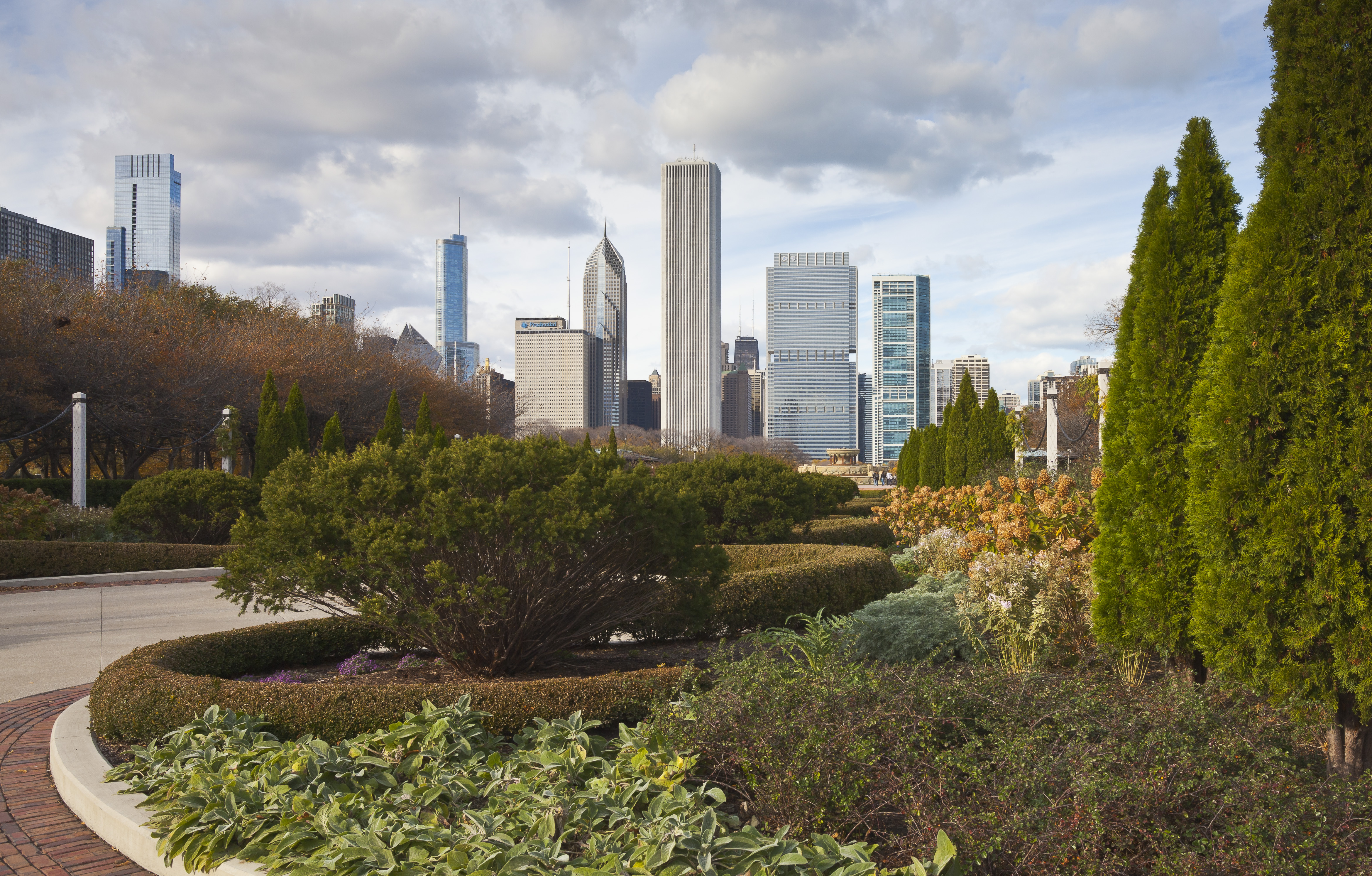
Grantpark v Chicagu

- Fotbal (MLS) – Chicago Fire
- Grantpark v ChicaguChicagský maraton

## Pamětihodnosti
- Český národní hřbitov
- Katedrála Nejsvětějšího jména
- Robie House
- United Center
- Ženská budova

## Rodáci
- George Grantham Bain (1865–1944), fotograf
- Edgar Rice Burroughs (1875–1950), spisovatel
- Lincoln Ellsworth (1880–1951), vědec
- Leonard Bloomfield (1887–1949), lingvista
- Raymond Chandler (1888–1959), spisovatel detektivních románů
- Gloria Swansonová (1899–1983), herečka
- Ray Kroc (1902–1984), podnikatel, vlastník McDonald's
- Robert Bloch (1917–1994), spisovatel
- Betty Fordová (1918–2011), bývalá první dáma, manželka Geralda Forda
- Hugh Hefner (1926–2017), zakladatel a vydavatel časopisu Playboy.
- Harry Markowitz (1927–2023), ekonom
- Philip K. Dick (1928–1982), spisovatel
- Jaroslav V. Polc (1929–2004), katolický kněz
- James McDivitt (1929–2022), americký vojenský letec a astronaut
- Anton Szandor LaVey (1930–1997), satanista
- James Watson Cronin (1931–2016), fyzik
- John Jakes (1932–2023), spisovatel
- Eugene Cernan (1934–2017), astronaut českého a slovenského původu
- Walter Koenig (* 1936), scenárista
- Thomas Mattingly (1936–2023), americký vojenský letec a astronaut
- Ray Manzarek (1939–2013), člen skupiny The Doors
- Herbie Hancock (* 1940), hudební skladatel
- Ronald Gene Simmons (1940–1990), člen amerického letectva, veterán z Vietnamu, sériový vrah
- John Wayne Gacy (1942–1994), sériový vrah, podnikatel a politický aktivista
- Paul Butterfield (1942–1987), hudebník
- Harrison Ford (* 1942), herec
- Michael Crichton (1942–2008), spisovatel a scenárista
- Theodore Kaczynski (1942–2023), vrah, matematik, sociální kritik, anarchista
- Patti Smith (* 1946), zpěvačka
- Hillary Clinton (* 1947), politička
- Timothy Zahn (* 1951), spisovatel
- Robin Williams (1951–2014), herec a zpěvák
- Lev XIV. (* 1955), papež
- Rod Blagojevich (* 1956), politik a právník, bývalý guvernér Illinois
- Dan Castellaneta (* 1957), herec
- John Grunsfeld (* 1958), kosmonaut
- Daryl Hannah (* 1960), herečka
- Virginia Madsen (* 1961), herečka
- Chris Chelios (* 1962), hokejista
- Warren DeMartini (* 1963), hudebník
- Michelle Obama (* 1964), bývalá první dáma, manželka Baracka Obamy
- Lana Wachowski (* 1965), režisérka
- Andrea Jaegerová (* 1965), tenistka
- R. Kelly (* 1967), rapper
- Lilly Wachowski (* 1967), scenáristka a režisérka
- Gillian Andersonová (* 1968), herečka
- Patricia Arquette (* 1968), herečka
- Kanye West (* 1977), rapper
- Philip Jack Brooks (* 1978), profesionální wrestler
- Jennifer Morrisonová (* 1979), herečka
- Laura Granvilleová (* 1981), tenistka
- Jennifer Hudsonová (* 1981), herečka
- Wallace Spearmon (* 1984), atlet
- Evan Lysacek (* 1985), krasobruslař českého původu
- Anthony Davis (* 1993), basketbalista
- Taylor Townsendová (* 1996), tenistka
- Kiernan Shipka (* 1999), herečka

## Partnerská města
- Akkra, Ghana (1989)
- Ammán, Jordánsko (2004)
- Athény, Řecko (1997)
- Bělehrad, Srbsko (2005)
- Birmingham, Spojené království (1993)
- Bogota, Kolumbie (2009)
- Casablanca, Maroko (1982)
- Ciudad de México, Mexiko (1991)
- Dillí, Indie (2001)
- Durban, Jihoafrická republika (1997)
- Galway, Irsko (1997)
- Göteborg, Švédsko (1987)
- Hamburk, Německo (1994)
- Kyjev, Ukrajina (1991)
- Láhaur, Pákistán (2007)
- Lucern, Švýcarsko (1998)
- Milán, Itálie (1973)
- Moskva, Rusko (1997)
- Ósaka, Japonsko (1973)
- Petach Tikva, Izrael (1994)
- Praha, Česko (1990)
- Pusan, Jižní Korea (2007)
- São Paulo, Brazílie (2004)
- Šanghaj, Čína (1985)
- Šen-jang, Čína (1985)
- Sydney, Austrálie (2019)
- Toronto, Kanada (1991)
- Varšava, Polsko (1960)
- Vilnius, Litva (1993)

## Fotogalerie

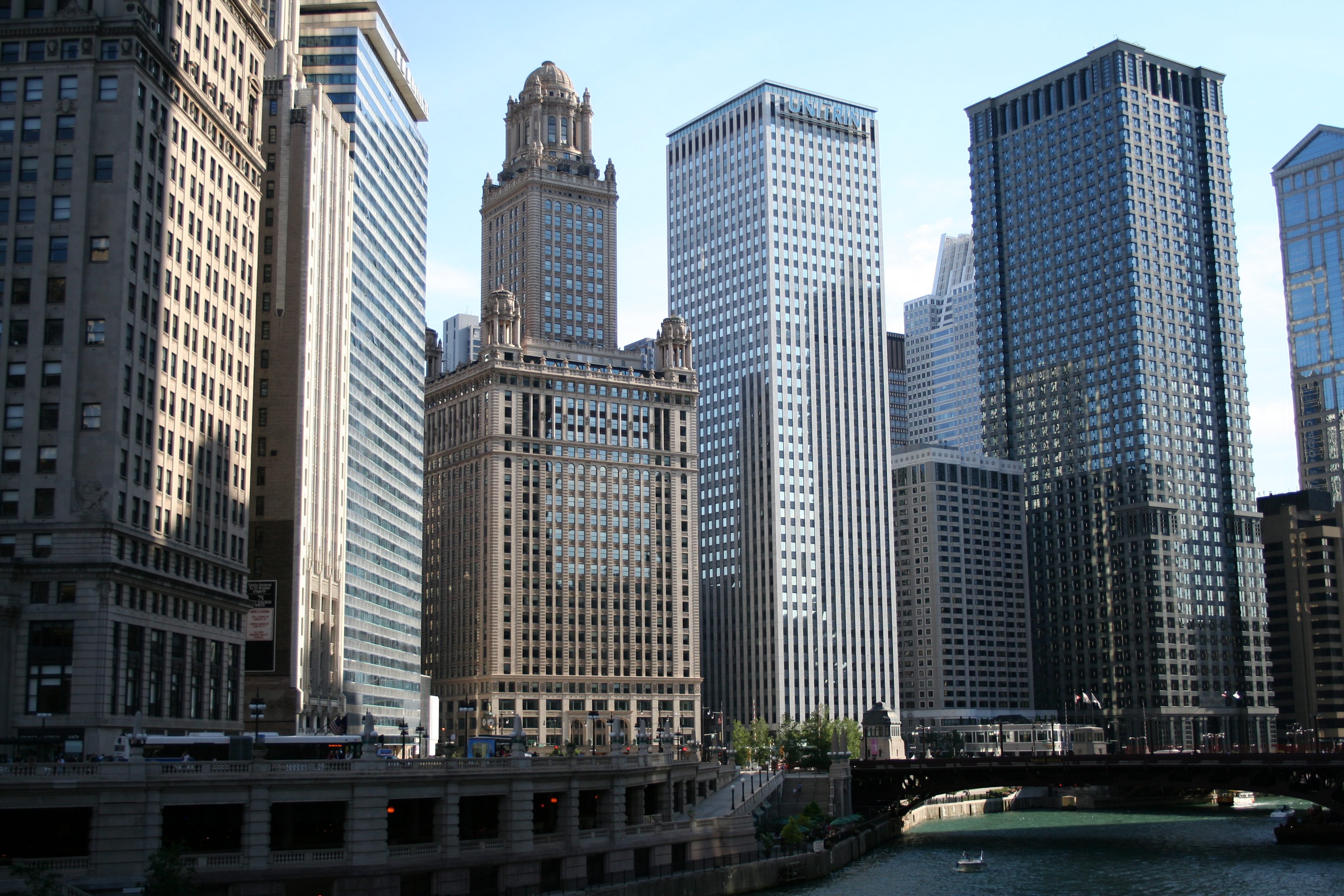
Budovy kolem řeky Chicago
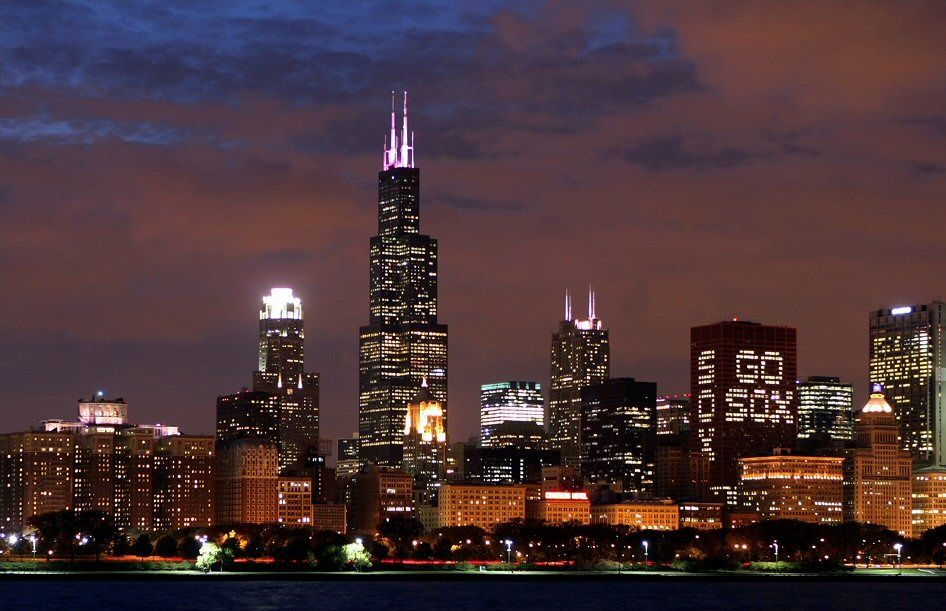
Chicago v noci
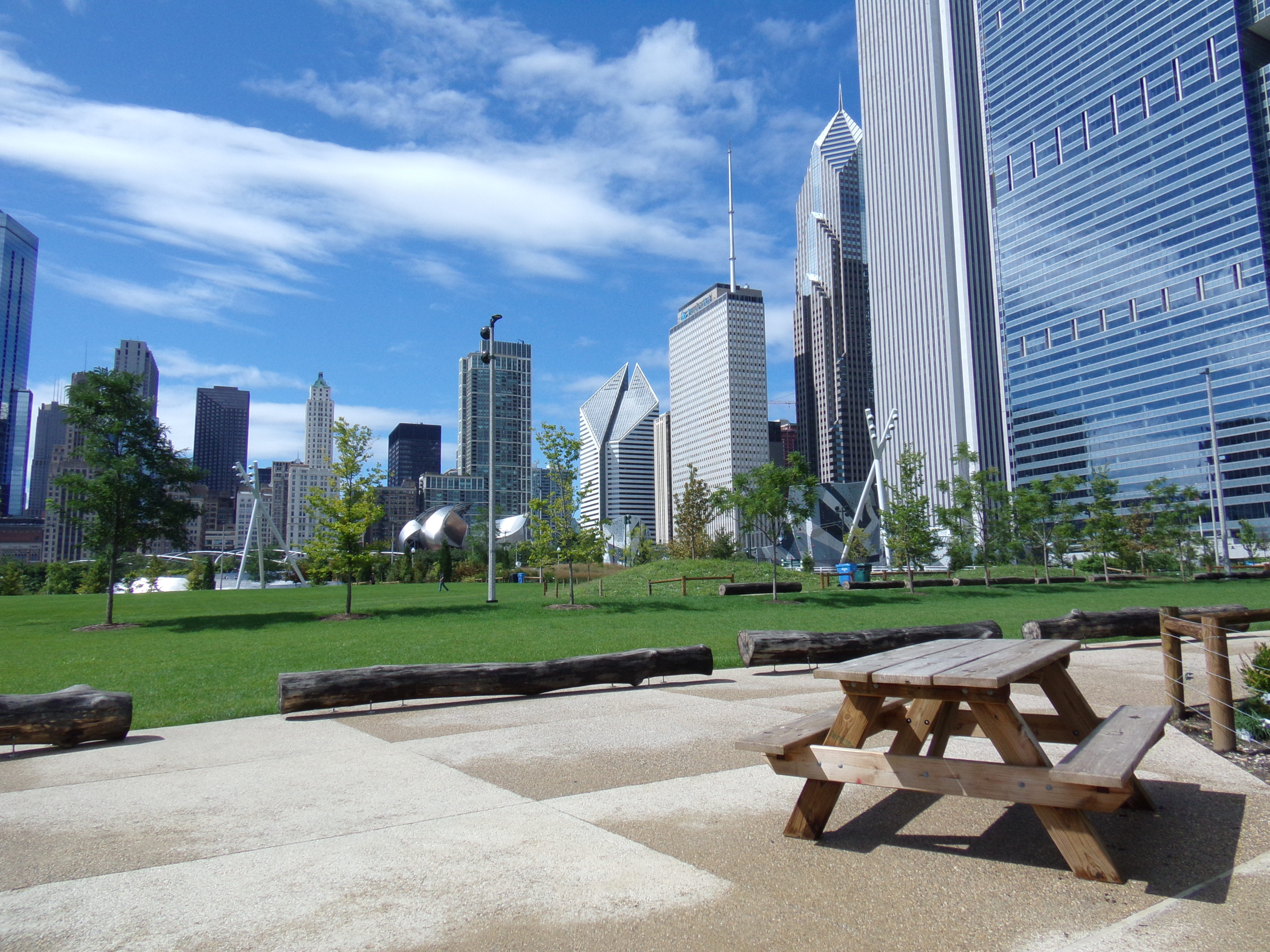
Pohled z Millenium parku
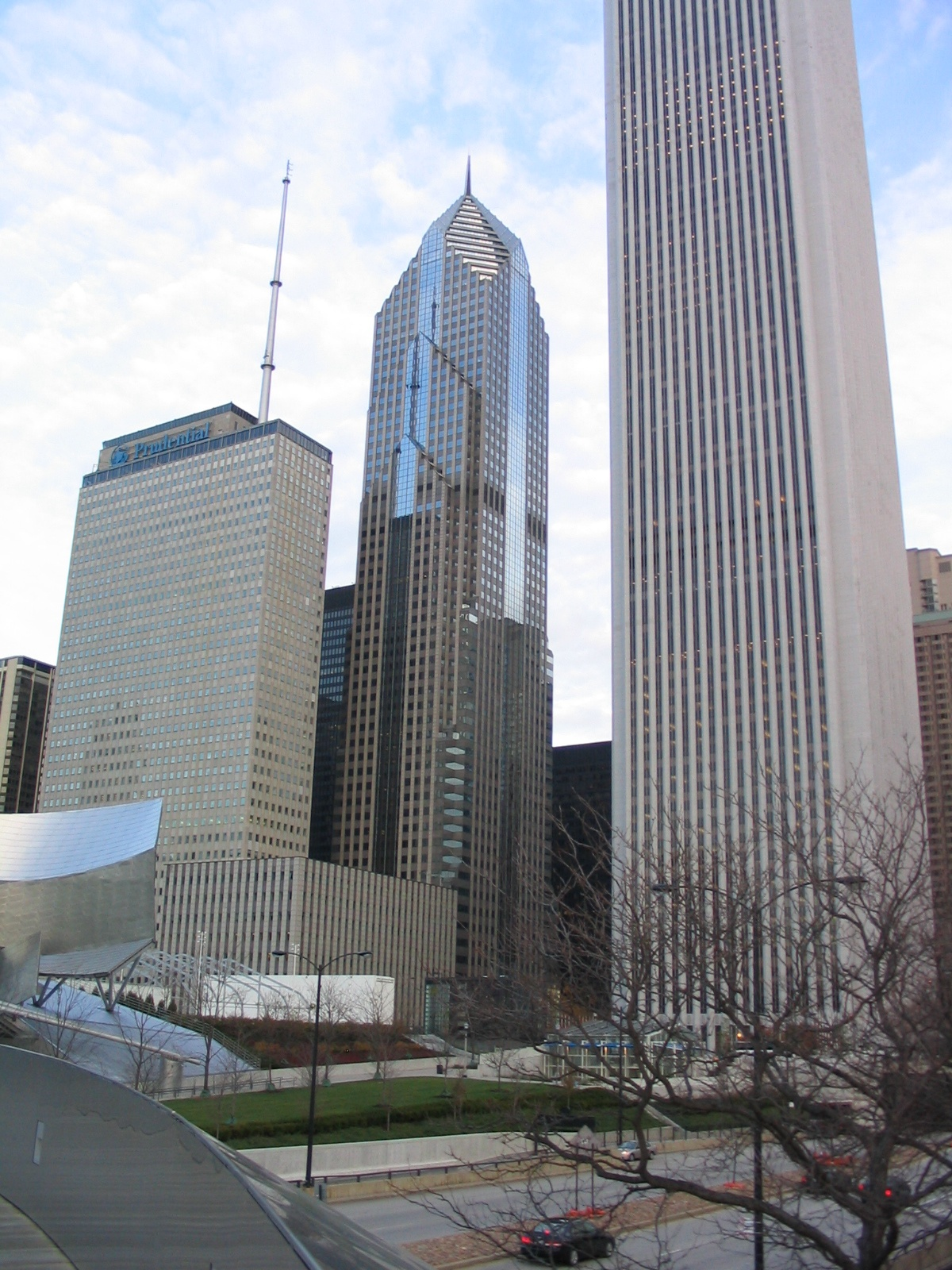
Aon Center
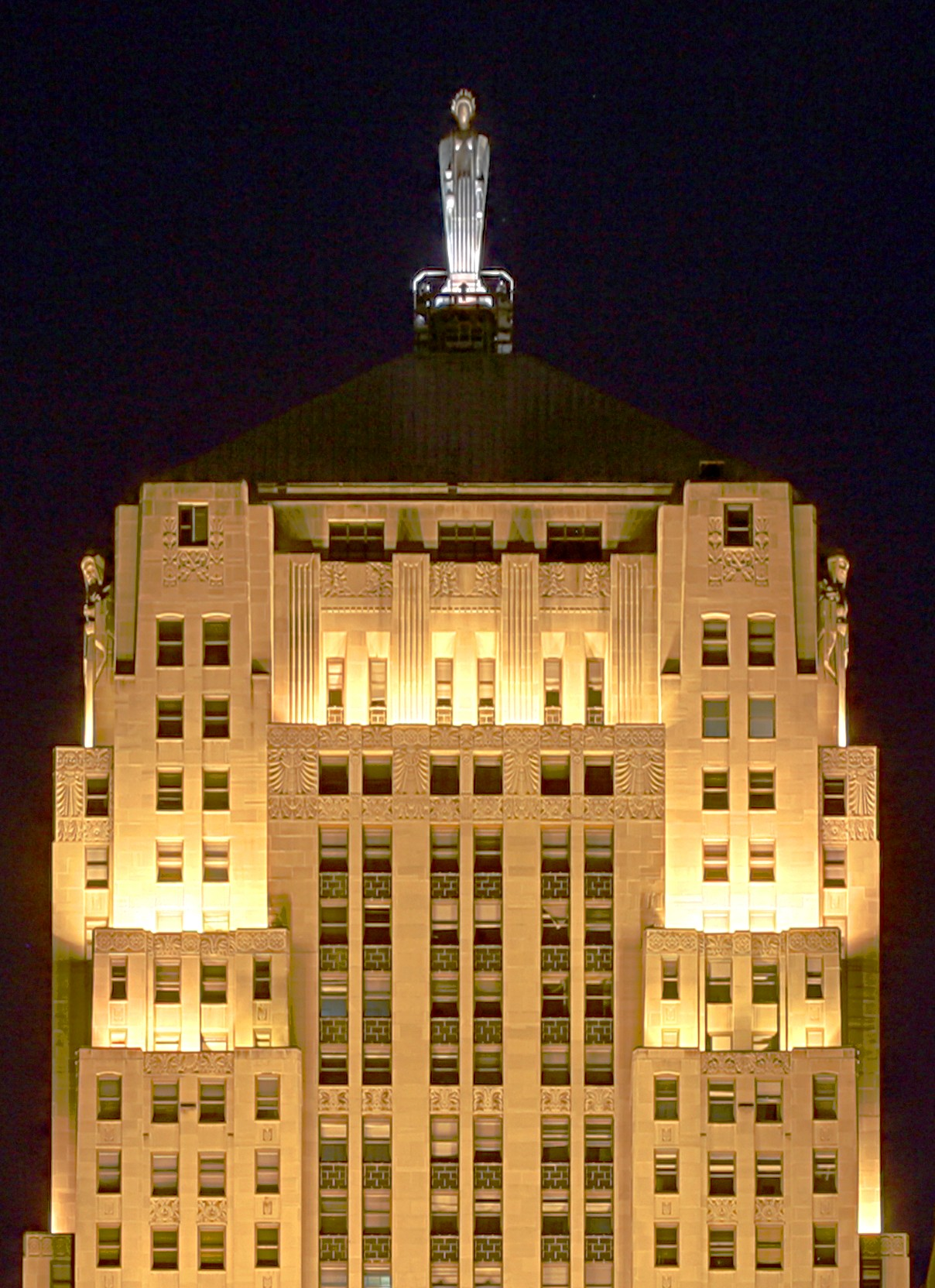
Budova burzy
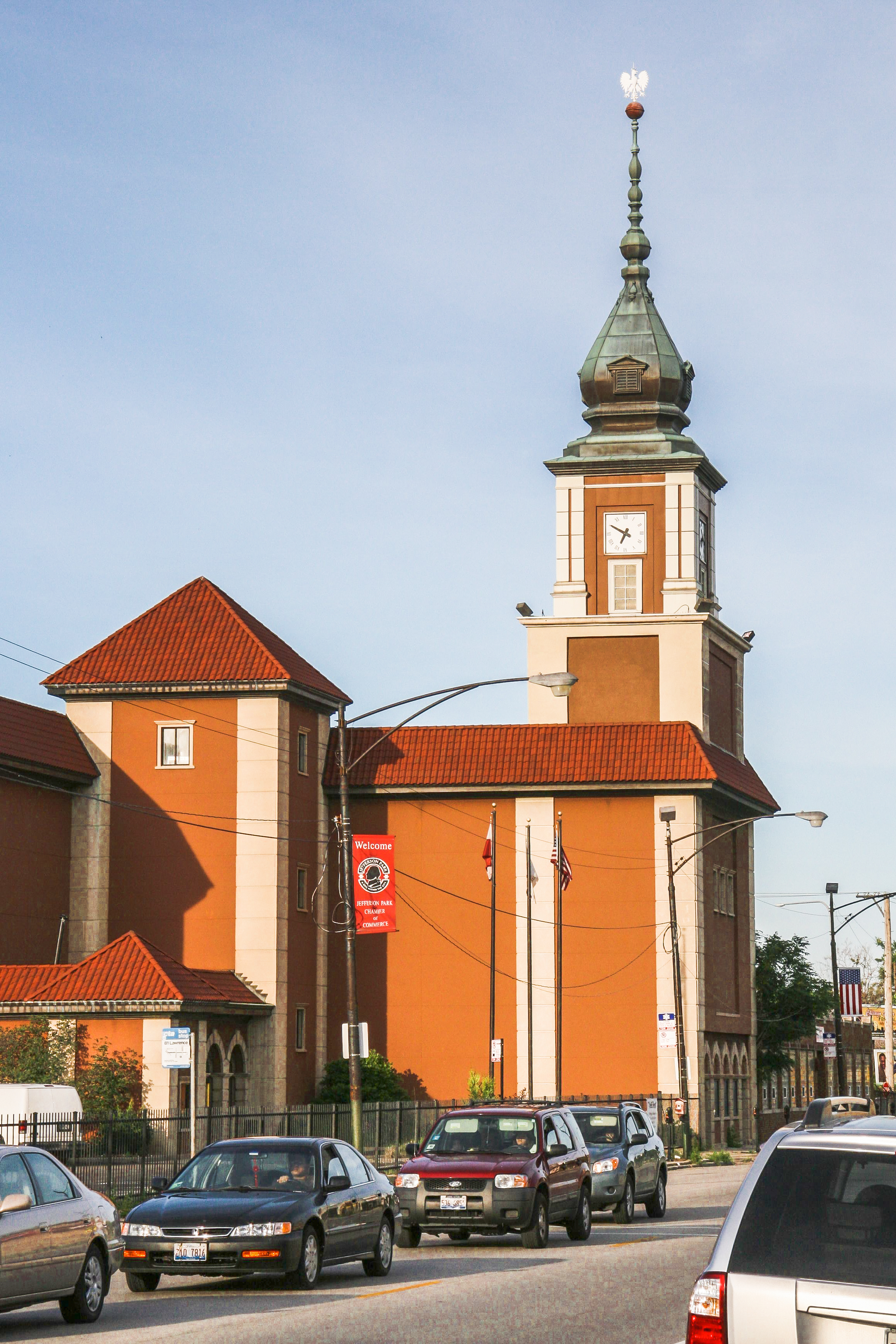
Theatre Gateway u Chicaga v oblasti Jefferson Parku je replika královského zámku ve Varšavě
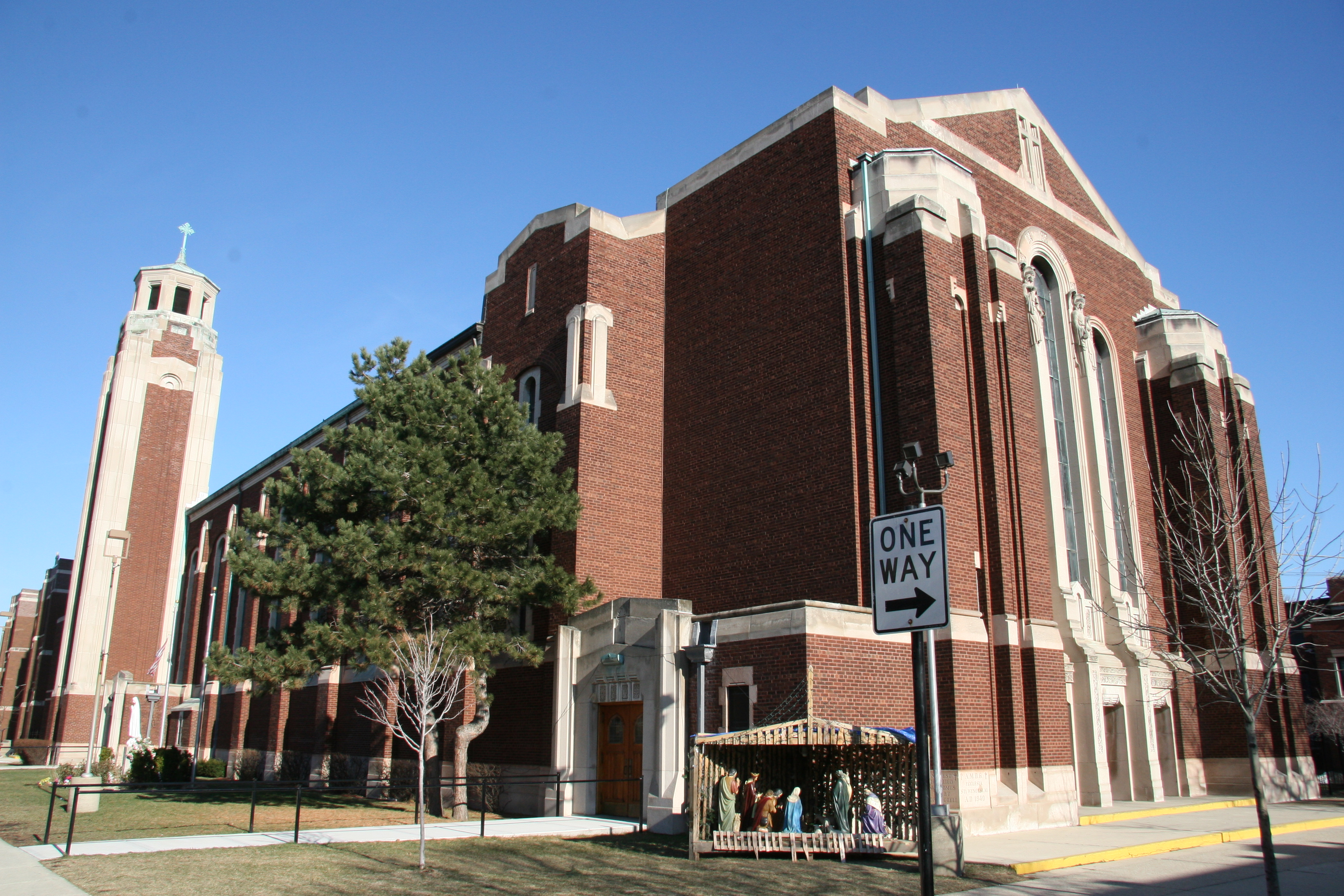
Kostel Sv. Václava v Chicagu
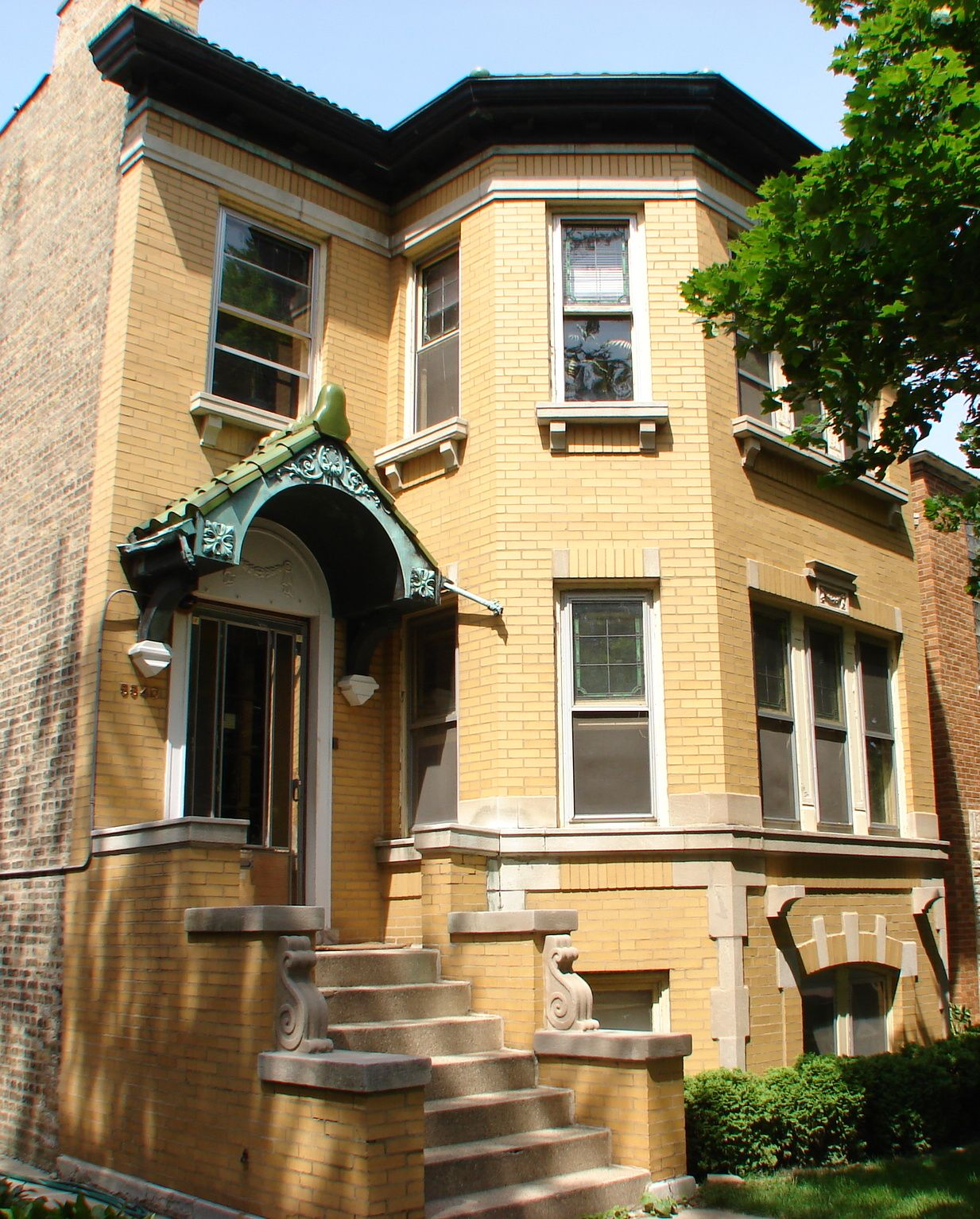
Kamenice v oblasti Portage Park v Chicagu
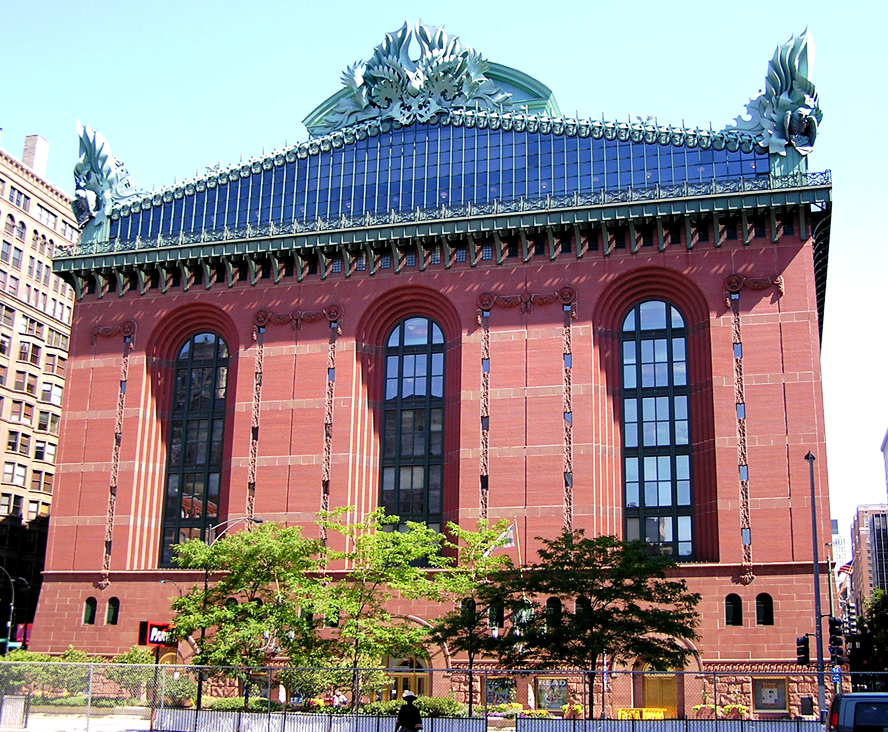
Knihovna Harolda Washingtona
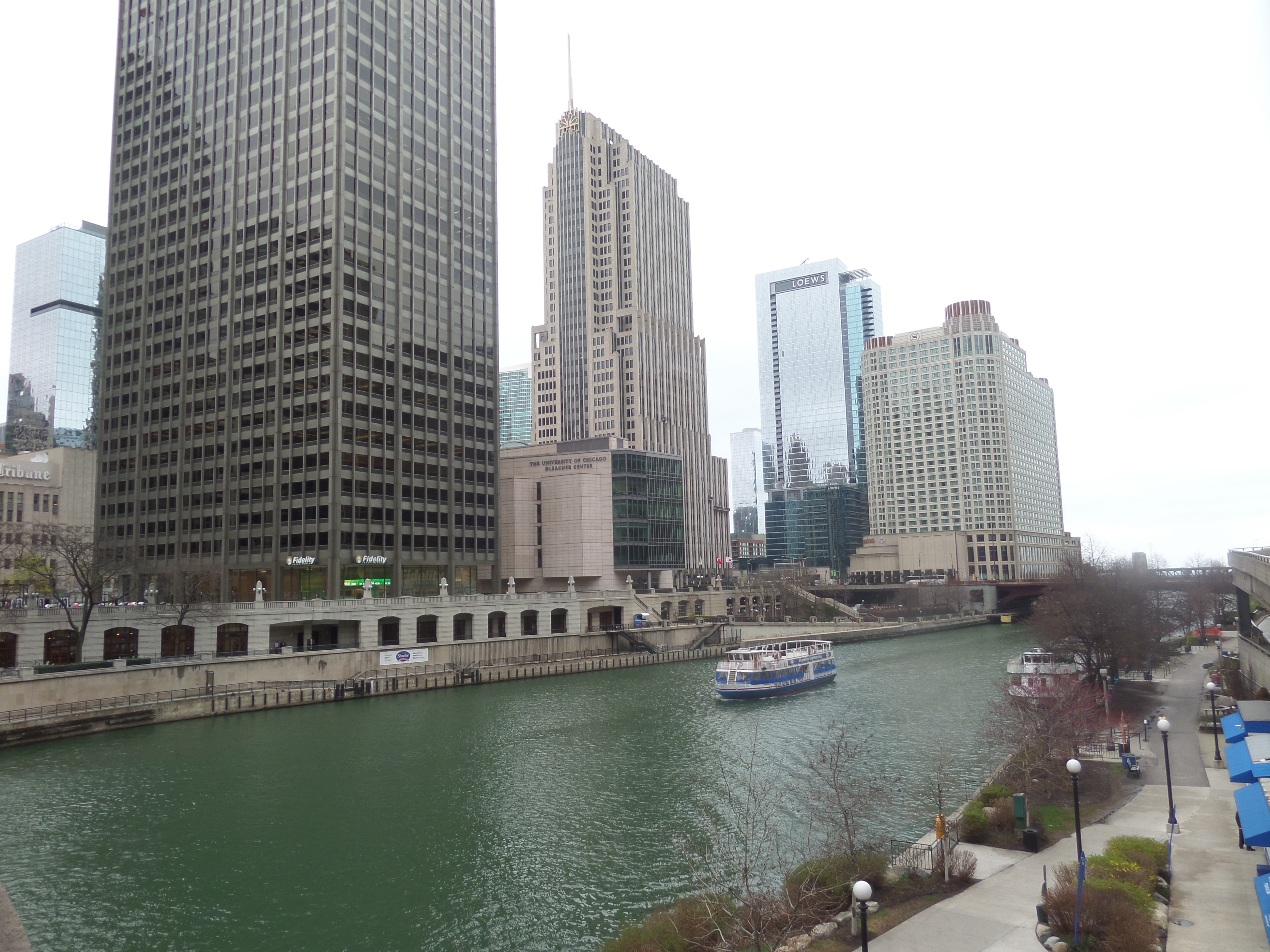
Chicagem protékající stejnojmenná řeka
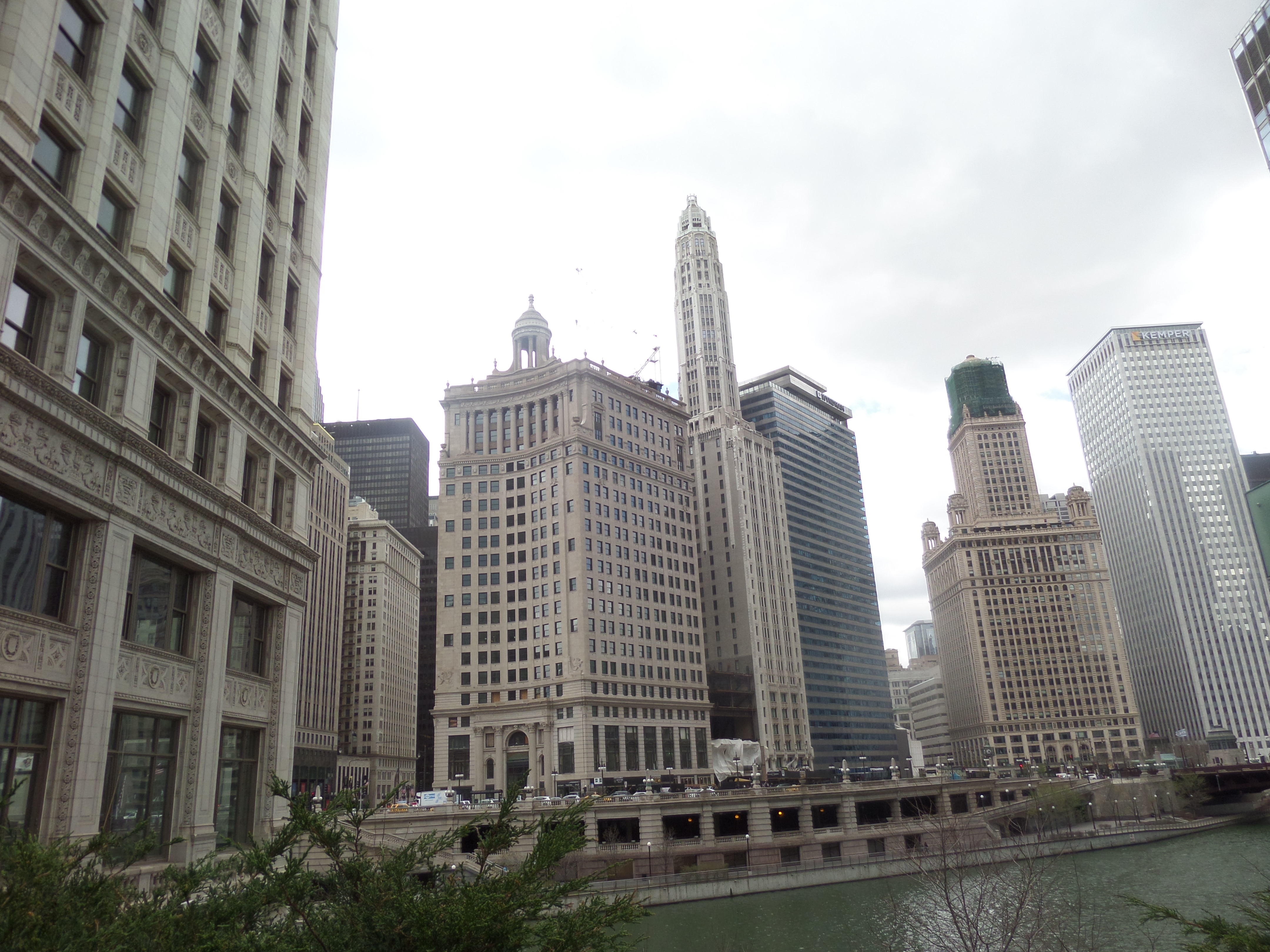
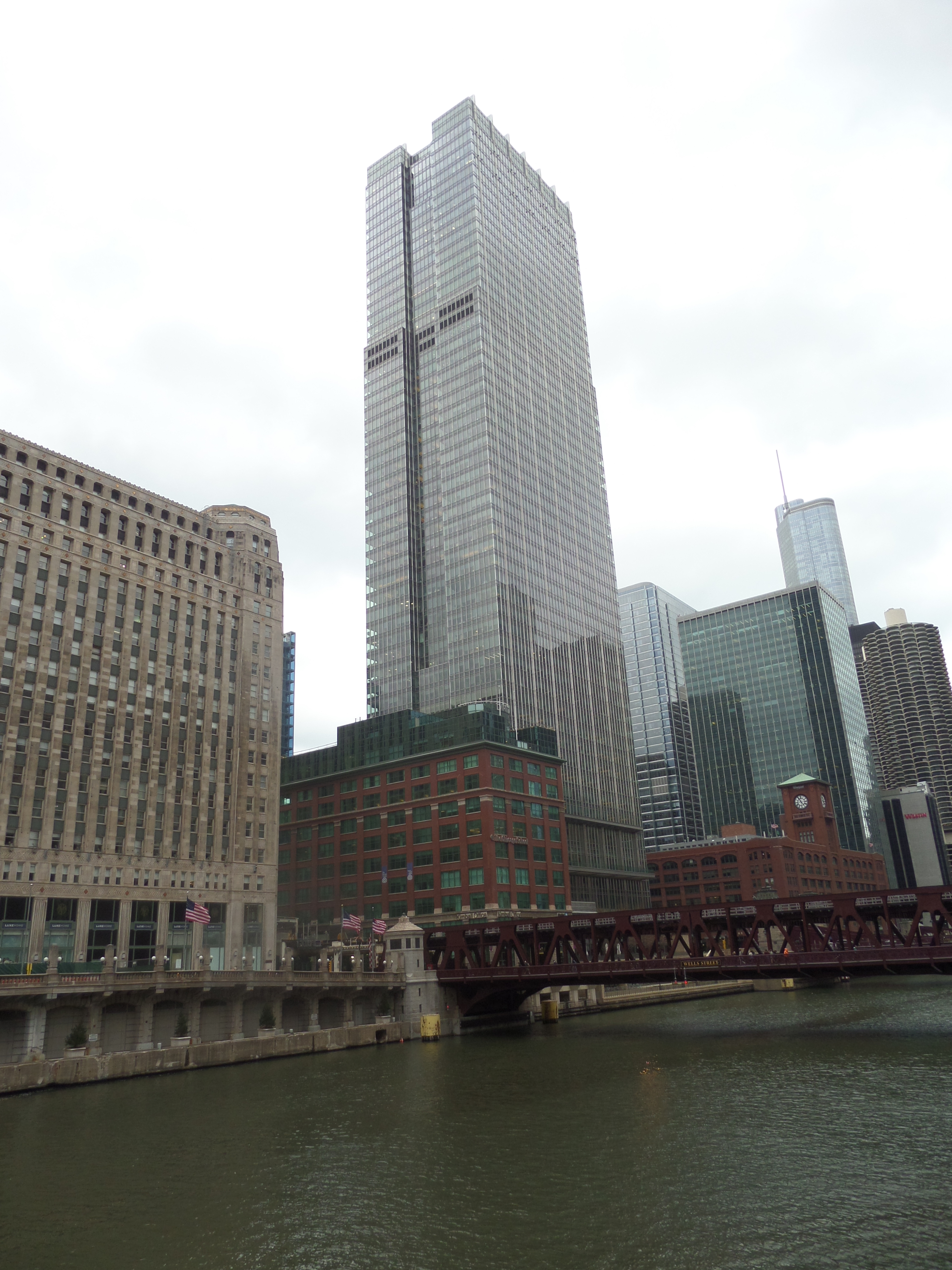

## Odraz v kultuře
Kultovní česká PC hra Mafia se odehrává ve fiktivním městě Lost Heaven ve Spojených státech amerických třicátých let 20. století. Jeho volnou předlohou jsou New York a Chicago 30. let 20. století. Z Chicaga je obsažena např. nadzemka.